# کاراگاش (مولداوی)
کاراگاس (به لاتین: Caragaș) یک منطقهٔ مسکونی در مولداوی است که در واحدهای اداری-سرزمینی کرانه چپ دنیستر واقع شده‌است. کاراگاس ۱٬۸۰۰ نفر جمعیت دارد و ۲۹ متر بالاتر از سطح دریا واقع شده‌است.